# 48 Dywizja Piechoty (austro-węgierska)
48 Dywizja Piechoty (48. Inf.-Trup.-Div., 48. ITDiv.) – wielka jednostka piechoty cesarskiej i królewskiej Armii.

## Historia dywizji
Organizacja pokojowa dywizji w 1914 roku
- Komenda 48 Dywizji Piechoty w Sarajewie[1]
- 10 Brygada Górska w Sarajewie[2]
  - 1. batalion Pułku Piechoty Nr 48 w Sarajewie
  - 1. batalion Pułku Piechoty Nr 90 w Sarajewie
  - 2. batalion Pułku Piechoty Nr 92 w Kalinoviku
  - 3. batalion Bośniacko-Hercegowińskiego Pułku Piechoty Nr 1 w Sarajewie
  - 3. kompania Batalionu Saperów Nr 7 w Sarajewie
  - 1. szwadron Pułku Ułanów Nr 12 w Sarajewie
  - 25. Oddział Sanitarny przy Szpitalu Garnizonowym Nr 25 w Sarajewie
- 11 Brygada Górska w Tuzli[3]
  - 1. batalion Pułku Piechoty Nr 10 w Bijeljinie
  - 4. batalion Pułku Piechoty Nr 20 w Bijeljinie
  - 1. batalion Pułku Piechoty Nr 21 w Brczku
  - 2. batalion Pułku Piechoty Nr 60 w Zvorniku
  - 4. batalion Pułku Piechoty Nr 77 w Tuzli
  - 3. batalion Bośniacko-Hercegowińskiego Pułku Piechoty Nr 3 w Tuzli
  - 2. szwadron Pułku Huzarów Nr 9 w Bijeljinie
- 12 Brygada Górska w Banja Luce[4]
  - 1. batalion Pułku Piechoty Nr 3 w Doboju
  - 2. batalion Pułku Piechoty Nr 45 w Travniku
  - 2. batalion Pułku Piechoty Nr 57 w Zenicy
  - 1. batalion Pułku Piechoty Nr 93 w Bihaciu
  - 2. batalion Pułku Piechoty Nr 100 w Banja Luce
  - 3. batalion Bośniacko-Hercegowińskiego Pułku Piechoty Nr 2 w Banja Luce

## Kadra dywizji
Komendanci dywizji

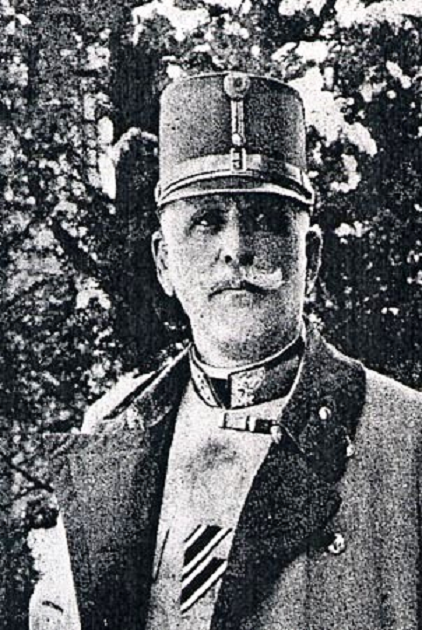
Franz Kalser von Maasfeld

- FML Johann Eisler von Eisenhort (1914[1])

Komendanci 10 Brygady Górskiej
- gen. mjr Julius Kaiser (1914[1])

Komendanci 11 Brygady Górskiej
- gen. mjr Adalbert Letovsky (1914[1])

Komendanci 12 Brygady Górskiej
- gen. mjr Franz Kalser von Maasfeld (1914[5])

Szefowie sztabu
niem. Generalstabschef (Glstbchef)
- ppłk SG Franz Hussarek von Heinlein (1914[1])

Szefowie sanitarni
niem. Chef-arzt 30. ITDiv.
- starszy lekarz sztabowy 2. klasy Ludwig Hoffmann (1914[1])